# Saint-Pardoux-l'Ortigier
Saint-Pardoux-l'Ortigier är en kommun i departementet Corrèze i regionen Nouvelle-Aquitaine i de centrala delarna av Frankrike. Kommunen ligger  i kantonen Donzenac som tillhör arrondissementet Brive-la-Gaillarde. År 2022 hade Saint-Pardoux-l'Ortigier 486 invånare.

## Befolkningsutveckling
Antalet invånare i kommunen Saint-Pardoux-l'Ortigier
Referens:INSEE